# Arquata Scrivia Communal Cemetery Extension
L'Arquata Scrivia Communal Cemetery Extension è un cimitero inglese di Arquata Scrivia, in provincia di Alessandria, raccoglie le salme di 94 soldati inglesi caduti in battaglia durante la prima guerra mondiale o morti di Spagnola (1918-19). Si trova vicino al cimitero del paese lungo l'ex SS 35, vicino alle rovine della Libarna romana.

## Storia
Il cimitero venne istituito nel 1921, perché ad Arquata Scrivia ci fu un accampamento inglese dal 1917 al 1920, all'inizio fu un cimitero in croci in legno recintato da una staccionata di paletti, in seguito venne ricostruito come è oggi dall'architetto Sir Robert Lorimar, il 13 maggio 1923 fu visitato da re Giorgio V con la consorte, la regina Mary, con un plotone del 43º Fanteria, la Banda del Reggimento, il sindaco di Arquata dott. Luigi Lasagna, il gen. De Braganze comandante della divisione militare di Alessandria,  il sottoprefetto di Novi Cav. Moro, il sindaco di Novi Cav. Porta, l'Amm. Giavotto, sindaco di Serravalle, insieme ad altre autorità e al clero.
Chiuso dal 1939 al 1945, venne riaperto alla fine della seconda guerra mondiale, il 21 settembre 1997 si svolse una cerimonia per l'ottantennale dell'arrivo degli inglesi ad Arquata Scrivia, con la presenza del Console Britannico di Milano Mr. Bruce Buknell.

## Curiosità
Nel cimitero è sepolto un soldato dell'India Britannica, Richards, matricola 7195.